# 百肋鳳凰螺
百肋鳳凰螺（学名：Strombus labiatus）为鳳凰螺科鳳凰螺屬下的一个种。